# Joseph Grandval
Joseph-Antoine Grandval (Ajaccio, 10 novembre 1798 - Cannes, 12 mai 1872) est un industriel français du sucre.

## Biographie
Fils de Gaspard-Paul Grandval, officier de santé en chef de l'hôpital militaire d'Ajaccio, médecin de Letizia Bonaparte, et de Marie Nicolette de Susini, il commence ses études à Ajaccio, puis dans un lycée de Marseille jusqu’à l’âge de douze ans. Vers 1808-1809, il sera interne au petit séminaire de Reims, avant d'intégrer, en 1814, le collège des Jésuites d'Amiens, sans être toutefois intéressé par la carrière religieuse. En 1815 il est renvoyé du collège pour sa fidélité à l’Empereur. 
En 1816, à Toulon il entreprend des études de pharmacologie, et fait la connaissance de César Delestang qui sera son futur associé. À Marseille, il trouve un modeste emploi de commis de pharmacie. Fort peu enthousiaste pour cette profession, il envisage alors la carrière des armes. Mais le général commandant la 91e division militaire lui recommande plutôt le domaine du commerce. Le futur industriel dira alors : « C'est pourquoi, d'indécis que j'étais d'abord, je tournais irrémédiablement mes vues du côté de l'industrie commerciale ».
À Marseille, où travaillent plusieurs raffineries au « sucre colonial », Grandval s'aperçoit que les écumes de cassonade sont rejetées à la mer, sous la forme d'une pâte brune et visqueuse, dans des caisses en bois. Analysant ces résidus, Grandval imagine alors que l'on pourrait en faire des sirops. S'associant avec son ancien ami, Delestang devenu marchand de conserves, et bailleur de fonds, ils créent une petite entreprise. Dessinant lui-même tous les appareils nécessaires au fonctionnement de la distillation, il les fait ensuite réaliser par un chaudronnier. Hélas, faute de capitaux, son projet ne durera pas plus de deux années. Mais en 1827, Grandval s'associe au meunier Girard, et perfectionne un procédé de fabrication : le noir animal qui possède des propriétés de filtration et de blanchiment du sucre. C'est alors que sa société prospère rapidement, et, dès lors, le nom de l'industriel se trouve étroitement lié à l'industrie sucrière de Marseille. En 1829, Grandval persuade Girard de racheter une raffinerie toute proche. Avec un emprunt de 200 000 francs et un apport de chacun des deux associés de 50 000 francs chacun, Grandval passe de l'artisanat à l'industrie. Dès 1830, la production des raffineries double, tout en conservant leurs structures commerciales et techniques connues sous l'Ancien Régime. Il met en marche « le processus de destruction créatrice », qui vise à améliorer les techniques et les rendements, en supprimant les plus faibles. Ainsi, en 1844, il ne reste plus que sept raffineries à Marseille, sur les vingt existantes au départ. La production ayant triplé et les emplois étant passés de 600 à presque 900. Enfin, en 1860, il ne restait plus que trois raffineries à Marseille, avec 2 000 ouvriers, dont 1 500 chez Grandval.
La réussite de Grandval repose sur six points :
1. Recrutement de cadres très qualifiés
2. Regroupement de ses locaux dans un seul bâtiment, un des plus grands de l'époque. Le tout sur une superficie de 18 000 m2, jouxtant le port, pour une valeur totale de sept millions. –Le préfet Maupas, dira de Grandval qu'il possède en 1863, la raffinerie la plus importante d'Europe.
3. Il fonde la Caisse centrale du commerce marseillais, désireux de créer un véritable groupe industriel, afin de maîtriser tous les domaines de son entreprise. Pour s'assurer des approvisionnements réguliers en sucre colonial brut, il s'associe avec deux négociants d'Amérique. Il produit le noir animal indispensable et distille directement les mélasses.
4. Il s'attaque à l'innovation technologique, en introduisant de tout nouveaux procédés, comme le clairçage, la casse, la purge des pains, ainsi que de nouveaux matériels comme des grilles mobiles, des fumivores, des centrifugeuses, achetés en France, en Angleterre, en Belgique et en Prusse. – Il en résultera un sucre d'une qualité exceptionnelle.
5. Soucieux de l'emploi et du salaire de son personnel, Grandval est perçu par tous comme un « patron social », qu’« il savait commander les hommes, mais toujours en les aimant ; en cela, il fut un père pour ses ouvriers ». – Élu président des prud'hommes de Marseille, ses avis firent toujours autorité.
6. L'exportation : les produits de Grandval se trouvent présents dans toutes les grandes expositions industrielles, où il se voit décerner nombre de récompenses.

En 1862, Grandval expose à Londres, assurant les trois quarts des exportations marseillaises sur tout le pourtour méditerranéen.
À leur apogée, les raffineries Grandval produisaient quotidiennement 120 tonnes de sucre, soit encore 15 000 pains de 8 kg, au total une production annuelle de plus de 40 000 tonnes.
Grandval devint, sous le Second Empire, l'un des plus grands capitaines d'industrie. Son affaire était à son apogée alors qu'atteignant soixante-six ans, il tomba malade. C'est à ce moment qu'il décida de se retirer des affaires et de vendre à Charles Rostand qui fera faillite.
Son patrimoine immobilier reste considérable et un portefeuille de titres des principales affaires maritimes, industrielles et bancaires de Marseille constitue la succession de ce grand industriel.
Il passe les dernières années de sa vie à Cannes. Là, perdant peu à peu la vue, il devint aveugle en 1869. Il meurt le 12 mai 1872.
Son fils, Alphonse Grandval, sera président de la Chambre de commerce de Marseille de 1875 à 1881.

## Sources
- APN
- Louis Campi, Notice biographique sur Joseph Grandval, ancien industriel, bienfaiteur de la ville d'Ajaccio,  Ajaccio, 1879, Imprimerie Pompéani,  52 p. lire en ligne sur Gallica